# Cobla Ciutat de Girona
La Cobla Ciutat de Girona va ser fundada l'any 1975 sota la direcció del mestre Lluís Buscarons i Pastells acompanyat de músics com el seu germà Pere, Josep Puig «Moreno», Jordi Compte, Josep Cullell i els germans Esteve. Al llarg d'aquests anys han passat per la cobla grans professionals, com Santi Roura, Marcel·lí Trias, Miquel Tudela, Francesc Camps, Josep Joli, Josep Coll i Ferrando, Marcel Sabaté, David Plans, etc.
Marcel Sabaté dirigeix la cobla, després d'haver passat per les mans de Lluís Buscarons i Pastells i Francesc Camps.
A més a més dels aplecs i ballades habituals arreu de Catalunya, la cobla ha participat en nombroses actuacions per tot Catalunya i França, participant en Festivals importants com el de Peralada, Marsella, Llívia, etc.

## Discografia
- 1975 La sardana de l'any. Igualada
- 1976 La sardana de l'any. Tarragona
- 1977 La sardana de l'any. Olot
- 1977 Manel Saderra Pugferrer
- 1977 Sardanes a Rubí
- 1977 Sardanes. Cobla Ciutat de Girona
- 1978 La sardana de l'any. Girona
- 1978 Manel Saderra Puigferrer
- 1978 Sardanes vuitcentistes
- 1979 La sardana de l'any. Vic
- 1980 La sardana de l'any. Lloret
- 1981 Clàssics de la sardana
- 1981 Antoni Juncà i Soler
- 1990 Sardanes a Amer
- 1992 Nadales i sardanes
- 1992 La sardana cançó i dansa. Ll.Duran
- 1993 25 anys junts
- 1996 La sardana de Girona. Ser
- 1996 Sardanes a TV3
- 1999 Sardanes a Caldes Malavella
- 1999 Sardanes d'aplec
- 2000 25 anys. Cobla Ciutat de Girona
- 2000 Girona sardanes
- 2000 Sardanes Joan Escapa
- 2002 75 aniversari Foment de Rubí
- 2002 En recordança a J.M. Boix
- 2003 Recordant Lluís Duran
- 2003 Sardanes Antoni Albors
- 2004 Sardanes a Roses
- 2005 Vilassar de Dalt-Sardanes a Plaça
- 2005 Ciutat de Girona 30 anys
- 2005 Refilets de la Selva (F.Mas Ros)
- 2005 Caldes de Malavella
- 2006 J.Coll Ferrando
- 2006 Sant Joan les Fonts
- 2006 Centenari Rafael Figueras - S.Feliu de Guíxols
- 2006 Sardanes de la Garrotxa
- 2006 Lloretenques
- 2007 Aventura't amb la sardana
- 2007 Sardanes de Sant Gregori
- 2007 50è Aplec de Girona. Vol I
- 2007 50è Aplec de Girona. Vol II